# David Porcelijn
David Porcelijn (Achtkarspelen, 7 januari 1947) is een Nederlands componist en dirigent.

## Biografie
Porcelijn studeerde fluit, compositie en orkestdirectie aan het Koninklijk Conservatorium in Den Haag. Docenten waren Kees van Baaren (compositie) en Frans Vester (fluit) Hij studeerde verder orkestdirectie bij Jaap Stotijn als ook bij Michel Tabachnik in Genève. Hij studeerde ook barokfluit, waarbij hij zich specialiseerde in de authentieke uitvoeringspraktijk van muziek uit de Barok en klassieke periode. Hij won een beurs om compositie en directie te kunnen studeren in Genève.

### Loopbaan
Porcelijn leidde concerten met onder andere het London Philharmonic Orchestra, London Sinfonietta, het BBC Symphony Orchestra, het Bergen Philharmonisch Orkest, het SWR Symfonieorkest Baden-Baden en Freiburg, het Orquesta Filarmónica de Gran Canaria, het NDR Sinfonieorchester, het Pools Nationaal Radio-Symfonieorkest en het Philharmonia Orchestra.
Hij was artistiek leider van het Gewestelijk Orkest voor Zuid-Holland en de opvolger daarvan, het Randstedelijk Begeleidings Orkest.
Naast het standaardrepertoire heeft Porcelijn interesse in nieuwe muziek. Samen met Ton Hartsuiker richtte hij het Ensemble M op (1974-1978) om hedendaagse muziek uit te kunnen voeren. In 2003 ging hij op tournee met het Nieuw Ensemble naar het Edinburgh International Festival.
Porcelijn dirigeert over de hele wereld. Hij werkte onder meer met culturele organisaties als Opera Australia, het Praags Lentefestival en het Orquesta Filarmónica de la Cuidad de México. Hij was chef-dirigent van het Adelaide Symphony Orchestra (inclusief een tournee naar China), het Tasmanian Symphony Orchestra (inclusief tournees naar Noord- en Zuid-Amerika), het RTB-symfonieorkest in Belgrado, muzikaal leider en dirigent van het Nederlands Dans Theater en een regelmatige gastdirigent van het Sydney Symphony Orchestra.
In 1992 won hij de prijs voor beste operadirigent tijdens de biënnale van München voor een productie met de Nederlandse Opera. In 1994 maakte hij zijn Britse operadebuut met een productie van Verdi's Oberto bij Opera North. Zijn Australische operadebuut maakte hij in 1991 met Rigoletto voor de State Opera of South Australia, waar hij sindsdien Macbeth, La traviata en John Adams' Nixon in China dirigeerde, en, met Opera Queensland, Madama Butterfly. Bij Opera Australia in het Sydney Opera House leidde hij onder andere Lucia di Lammermoor, Rigoletto, Les contes d'Hoffmann en Il barbiere di Siviglia en, in coproductie met Opera Australia, leidde hij een semi-geënsceneerde versie van Rossini's La Cenerentola in Tasmanië.
Porcelijns lijst met opnames omvat de symfonieën van Christian Sinding met het NDR-orkest, complete cyclus met Beethoven-symfonieën met het Tasmanian Symphony Orchestra voor het label ABC Classics in Australië, Olivier Messiaens Éclairs sur l'au-delà… met de Sydney Symphony (waarmee hij in 1994 de prijs won voor de "opname van het jaar" van ABC Classic FM) en andere opnamen met het Adelaide en Tasmanian Symphony Orchestra met muziek van de Australische componisten Richard Meale, Peter Sculthorpe (wiens Sun Music I-IV in 1997 de ARIA award won voor de beste Australische klassieke opname), Nigel Westlake en Mathew Hindson. Andere CD's voor ABC Classics omvatten muziek van Kurt Schwertsik, Schubert-liederen (georkestreerd door Brahms, Reger, Offenbach en Liszt), ouvertures van Daniel Auber, de eerste in een serie bravourestukken voor piano en orkest met Ian Munro als solist, en harpconcerten gespeeld door Alice Giles. Voor EMERGO nam hij muziek op van de Nederlandse componisten Tristan Keuris (met het Radio Philharmonisch Orkest en het Groot Omroep Koor) en Hans Kox. Voor cpo is hij begonnen met een project om alle symphonische werken van de componisten Julius Röntgen, Hendrik Andriessen, Henk Badings en Jan van Gilse op te nemen, in samenwerking met verschillende Duitse, Zweedse en Nederlandse orkesten, waaronder het Orkest van het Oosten. Met het Janáček Philharmonisch Orkest in Tsjechië neemt hij de muziek op van Jeff Hamburg, Isidora Zebeljan, Jacqueline Fontyn, Martin Smolka voor Future Classics en Cybelle Records.
Porcelijn heeft lesgegeven aan de Conservatoria van Amsterdam en Utrecht en aan het Sydney Conservatorium of Music.

## Persoonlijk
Dichter en theatermaker Esther Porcelijn is zijn dochter.

## Composities
Zijn vroege werken vertonen invloed van Kees van Baaren.
- Amoebe, compositie voor 14 dwarsfluiten.
- Soundpoem in shikaratala (1974) compositieopdracht van de Stichting PAN Interacademiale Muziekdagen. Een compositie voor dubbelkoor gebaseerd op een basismetrum (raga) van een tablaspeler: het shikara tala.
- Symfonisch requiem voor orkest, opus 1 werd in 1986 in première gebracht door het Residentie Orkest o.l.v. Lucas Vis.

Porcelijns muziek wordt uitgegeven door Donemus.
- Bibsys: 3059028
- Biblioteca Nacional de España: XX5630917
- Bibliothèque nationale de France: cb13997895d (data)
- Gemeinsame Normdatei: 13536745X
- International Standard Name Identifier: 0000 0000 8391 6532
- Library of Congress Control Number: n84012218
- Nationale Bibliotheek van Letland: 000195768
- MusicBrainz: 5de2e76a-9600-4599-944d-4a8af041a8cd
- Nationale Bibliotheek van Tsjechië: osd2013765111
- Nationale Bibliotheek van Israël: 987007311995205171
- Nederlandse Thesaurus van Auteursnamen: 074732676
- Système universitaire de documentation: 073347043
- Virtual International Authority File: 69125607
- WorldCat: E39PBJm4R74McpgPTw88JyMByd